# جان مونتاگو استوو
جان مونتاگو استوو (انگلیسی: John Montague Stow; زاده ۳ اکتبر ۱۹۱۱ – درگذشته ۱۶ مارس ۱۹۹۷) سیاست‌مدار اهل باربادوس بود. وی از ۳۰ نوامبر ۱۹۶۶ تا ۱۸ مه ۱۹۶۷ فرماندار کل باربادوس بود.
جان مونتاگو استوو در ۱۶ مارس ۱۹۹۷، در سن ۸۵ سالگی درگذشت.